# 于武陵
鄴（？—？），字武陵，杜曲（今陝西省西安市南郊）人，唐朝詩人。通常直呼其字。約在唐宣宗大中年間（835年的時候）中進士，但對於官場的生活絕望，帶著書與琴而放浪天下。特別喜歡洞庭湖附近的風景，希望定期居住。但最後隱居於嵩山之南。或说他于後唐明宗天成三年自縊而死。今著作只殘存《于武陵集》一卷。擅长五言律诗，

## 作品
| 勸酒       |
| 勸君金屈巵 |
| 滿酌不須辞 |
| 花發多風雨 |
| 人生足別離 |

## 出處
「唐詩選」(註解：前野直彬　版：岩波書店)
1. 1 2  .   [2020-11-19].